# Zeljko Rusic

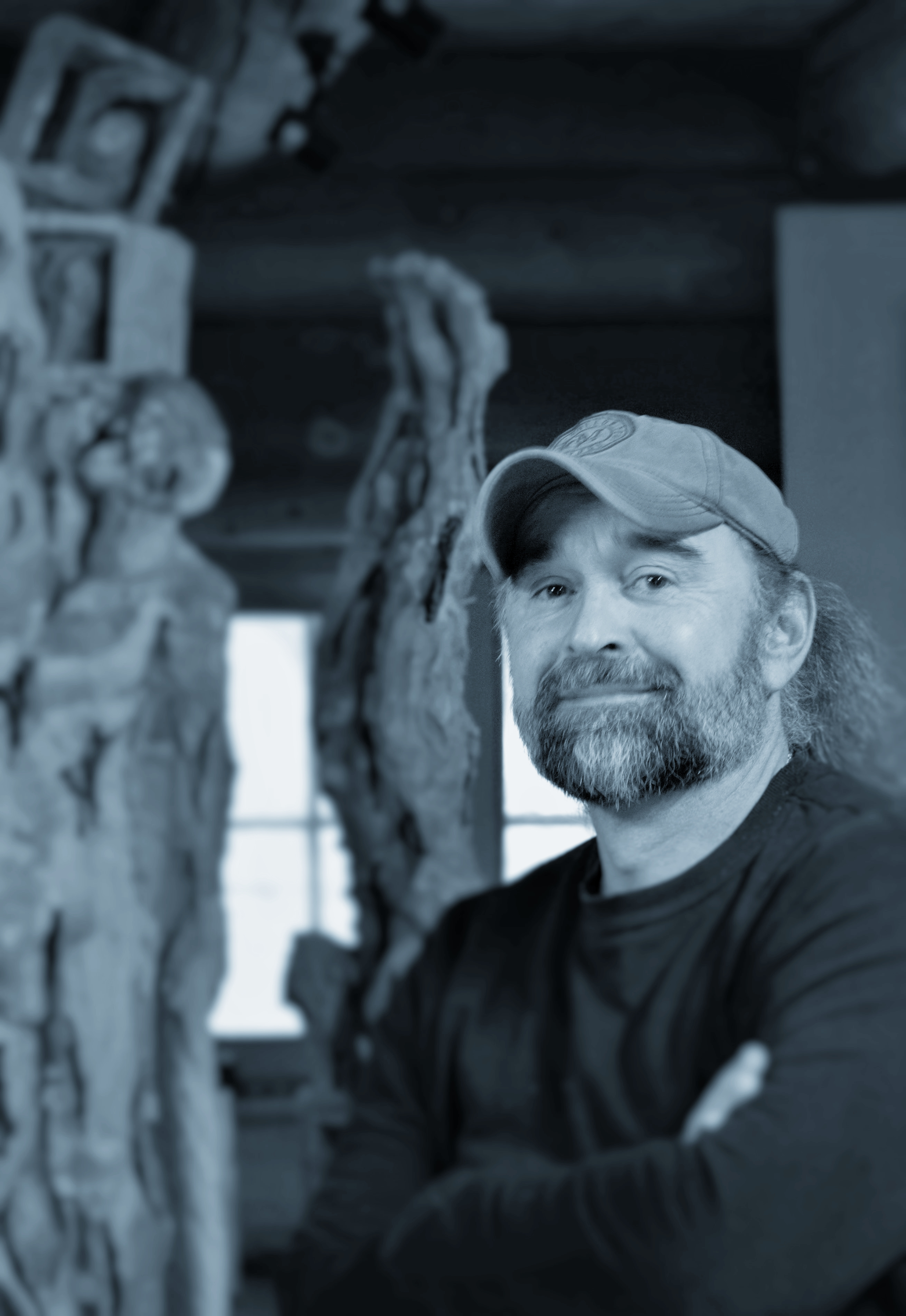
Zeljko Rusic, 2018

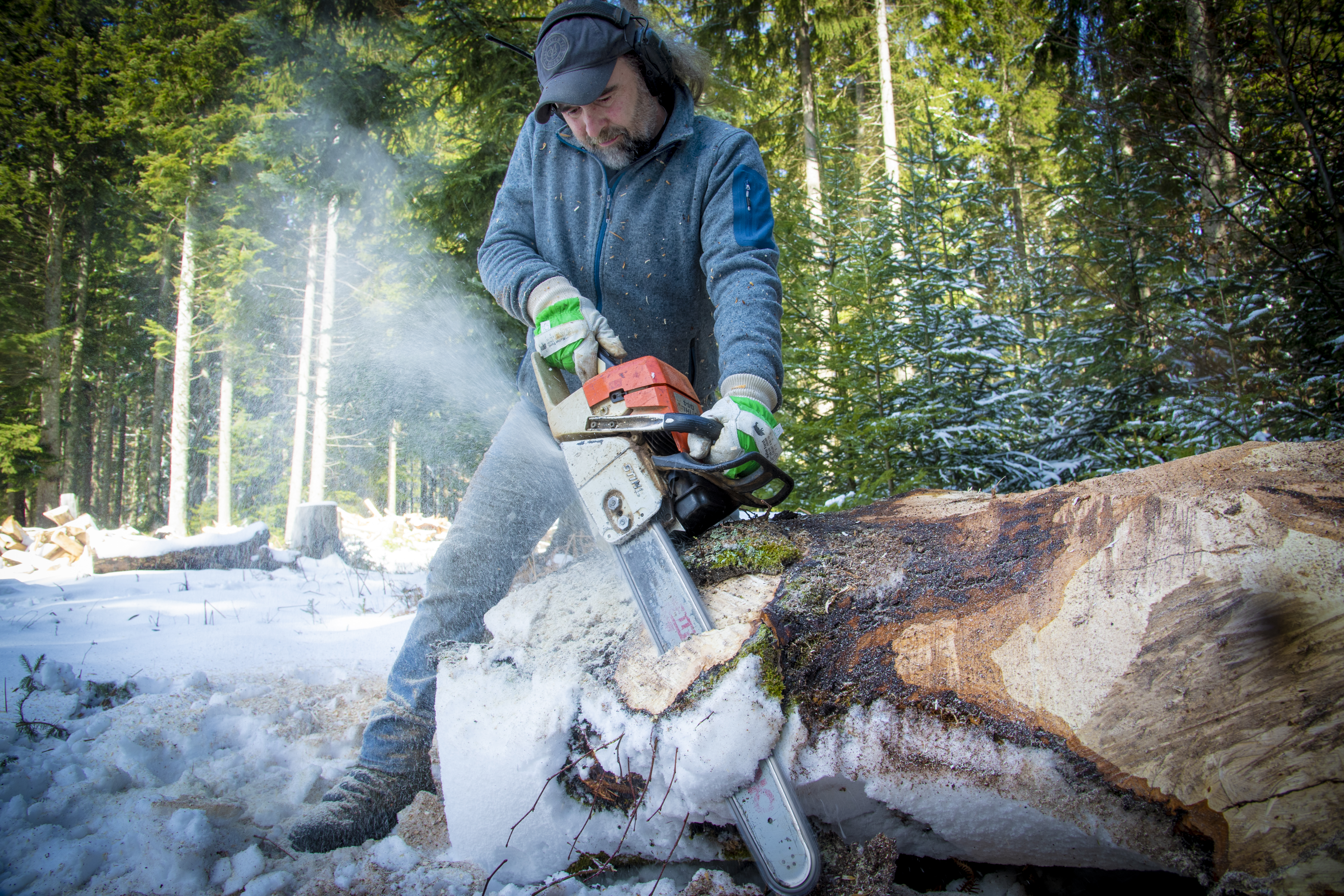
Zeljko Rusic bei der Arbeit

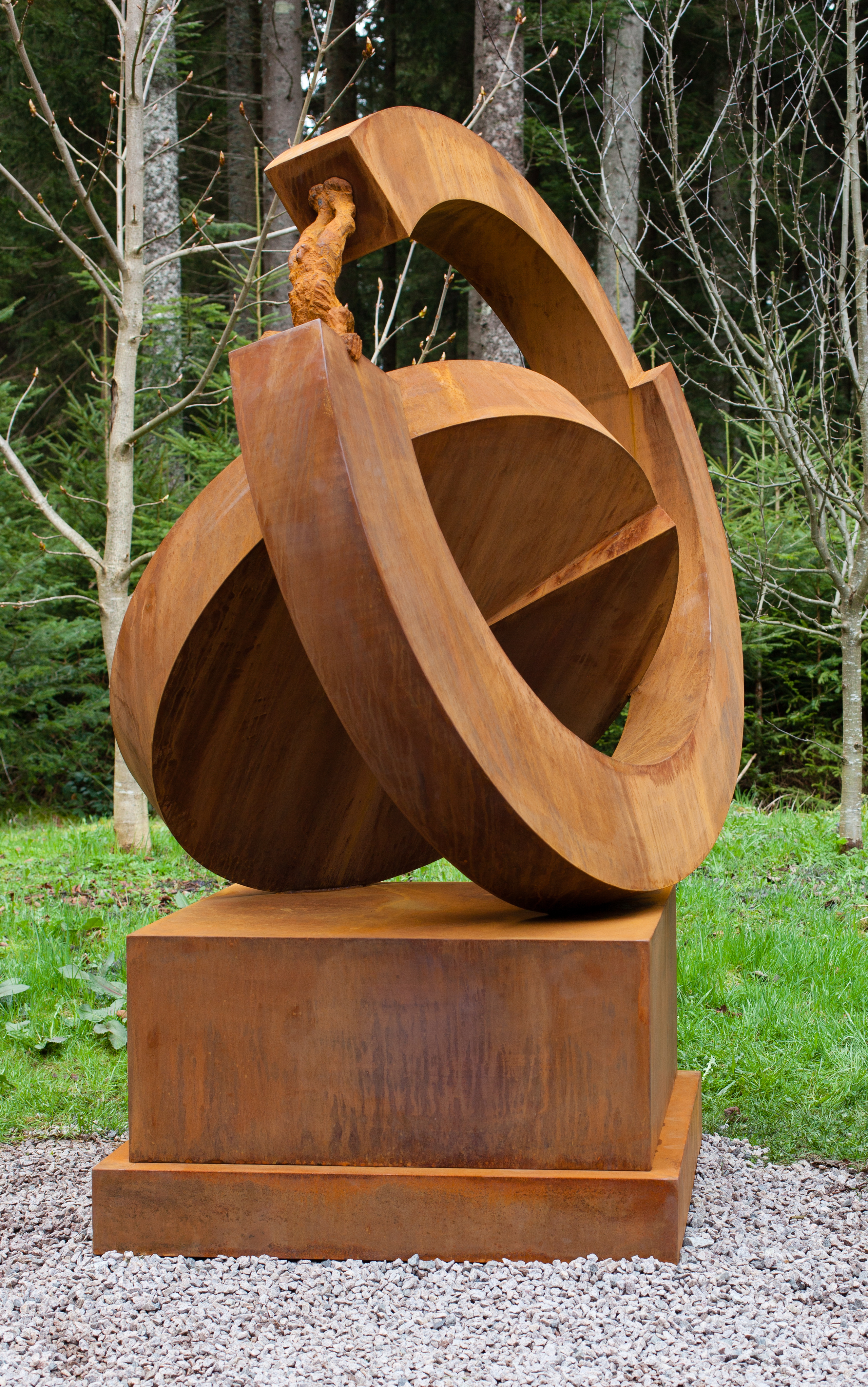
Skulptur „ohneTitel“, 2016

Zeljko Rusic (* 5. Juli 1967 in Knin, Jugoslawien) ist ein deutscher Bildhauer.

## Leben
Nach einem Zwischenaufenthalt in Schaffhausen/Schweiz ab 1987 lebt und arbeitet er seit 1991 in Königsfeld im Schwarzwald. Zeljko Rusic ist ein künstlerischer Autodidakt.

## Werk
Zeljko Rusic arbeitet in Skulpturen, Reliefs und Holzdrucken. Bei seinen Holzskulpturen steht fast immer der Mensch im Mittelpunkt. Zeljko Rusic bearbeitet das Holz weitgehend mit der Kettensäge, womit er Vorsprünge, Schnitte, Verdichtungen oder Maserungen im und am Holz auf seine ganz besondere Weise hervorhebt. Zeljko Rusic bedient sich der natürlichen Eigenschaft des Materials. In den letzten Jahren arbeitet Zeljko Rusic zusätzlich auch mit verschiedenen Metallen und so sind zahlreiche Skulpturen entstanden aus Cortenstahl, Aluminiumguss, Eisenguss und Stahl, teilweise auch in Kombination mit Holz.

## Ausstellungen

### Einzelausstellungen (Auswahl)
- 2011 Kelnhof-Museum, Bräunlingen
- 2012 MTZ, St. Georgen
- 2012 Museum ART.Plus, Donaueschingen
- 2013 „Kunstdünger“, Rottweil-Hausen
- 2016 KUNSTKULTUR: KUNSTraum Königsfeld
- 2016 depot.K, Freiburg
- 2017 Städtisches Museum, Engen
- 2018 Villa Eugenia, Hechingen
- 2018 Gemeinde Rosenfeld, Rosengarten
- 2019 KUNSTKULTUR: KUNSTraum Königsfeld[5][6]
- 2019 Kunstverein Bad Nauheim (mit Jupp Linsen)

### Gruppenausstellungen (Auswahl)
- 2003/2005/2007/2009/2011/2013 Künstlerkreis Quadrat Königsfeld
- 2015 Int. Fahneninstallation, KUNSTKULTUR Königsfeld
- 2009–2015 Städtische Galerie, Tuttlingen (jährlich)
- 2017 Kapuziner Rottenburg „Touch me“
- 2011–2020 Kunstverein Villingen-Schwenningen (jährlich)
- 2014–2020 KUNSTraum Königsfeld (jährlich)

## Skulpturen im öffentlichen Raum
- 2007 Großrelief Alemannenhalle, Mönchweiler
- 2008 Großskulptur, Außenbereich Landratsamt Donaueschingen
- 2008 eigenZeit-Stele Kurpark, Königsfeld
- 2010 Drei Skulpturen, Bräunlingen
- 2013 Skulptur, Regierungspräsidium Freiburg
- 2013 Skulptur, Stadt Tuttlingen
- 2016 Skulptur, Palliativ-Zentrum Villingen-Schwenningen
- 2016 Relief für Bács-Kiskun, Ungarn
- 2018 Skulptur vor dem Alten Rathaus Musberg, Leinfelden-Echterdingen
- 2019 Skulptur vor KUNSTraum Königsfeld

## Aktivitäten
- Mitglied im Kunstverein Villingen-Schwenningen e.V.
- Mitglied im Verein KUNSTKULTUR Königsfeld e.V.
- Initiator zahlreicher Schülerprojekte[7]
- Unterstützer zahlreiche Tourismusprojekte